# Artilleriewagenhalle Nr. 3

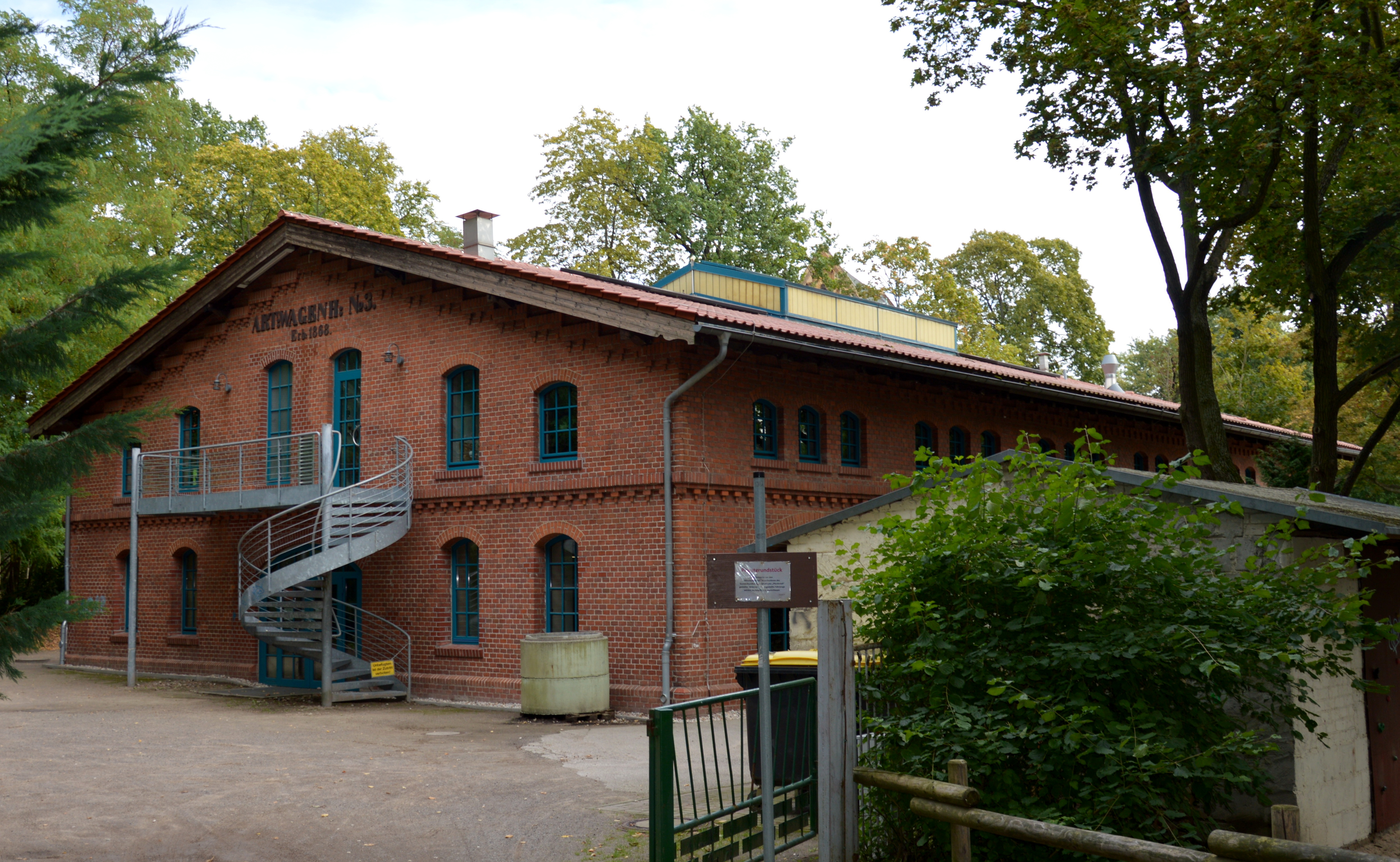
Artilleriewagenhalle Nr. 3

Die Artilleriewagenhalle Nr. 3 ist ein denkmalgeschütztes Gebäude in der Lutherstadt Wittenberg in Sachsen-Anhalt.

## Lage
Es befindet sich nördlich der Altstadt der Lutherstadt Wittenberg auf der Westseite der Neustraße, nördlich der Mauerstraße an der Adresse Neustraße 10c und ist vom Stadtpark umgeben.

## Architektur und Geschichte
Die Remise entstand im Jahr 1868 als Artillerie-Wagenhalle. Sie war Bestandteil der Festungsanlagen Wittenbergs und gehörte zum Gebiet der Bastion Dänen. Der große zweigeschossige Backsteinbau gilt als erhaltenes Zeugnis des Festungsbaus in der Mitte des 19. Jahrhunderts.
Im örtlichen Denkmalverzeichnis ist die Remise unter der Erfassungsnummer 094 35986 als Baudenkmal verzeichnet.